# Ван Фацзуань
Ван Фацзуань (кит. трад. 汪發纘, упр. 汪发缵, пиньинь Wāng Fāzuǎn; 1899—1985) — китайский ботаник, специалист по систематике однодольных растений.

## Биография
Ван Фацзуань родился в 1899 году в деревне Хоутань уезда Цимэнь провинции Аньхой. Учился на биологическом отделении Юго-Восточного университета, затем вернулся в Цимэнь, где преподавал в школе.
Затем Ван получил предложение исследовать флору Сычуаня вместе с Ху Сяньсу. Ху специализировался больше на двудольных растениях, а Ван — на однодольных. В 1935 году Ван Фацзуань и его друг Тан Цзинь стали работниками Китайского культурного фонда, при поддержке которого Ван несколько раз отправлялся в Европу. Он изучал растения из гербариев Англии, Франции, Германии, Швейцарии, Италии, Австрии, Сингапура и других стран. По возвращении в Китай он стал исполнительным директором Юньнаньского ботанического института лесничества.
Также Ван работал в Юньнаньском университете, Фуданьском университете и других образовательных учреждениях. После окончания войны с Японией Ван и Тан вернулись в Ботанический институт в Пекине. Вместе они написали несколько десятков научных статей.
В 1953 году Ван вступил в Демократическую лигу Китая.
Ван Фацзуань скончался в 1985 году.

## Некоторые научные публикации
- 唐进, 汪发纘. 种子植物. — 1961. — 261 p.

## Виды растений, названные в честь Ван Фацзуаня
- Holcoglossum wangii Christenson, 1998
- Melliodendron wangianum Hu, 1934 [= Melliodendron xylocarpum Hand.-Mazz., 1922]
- Phlomis wangii Hu & H.T.Tsai, 1931 [= Phlomoides medicinalis (Diels) Kamelin & Makhm., 1990]